# La traviata
La traviata (italienisch für „Die vom Wege Abgekommene“) ist eine Oper von Giuseppe Verdi (Musik) und Francesco Maria Piave (Libretto) nach dem Roman La dame aux camélias (1848), den der Autor Alexandre Dumas der Jüngere im Februar 1852 auch als Schauspiel auf die Bühne gebracht hatte. Die Oper wurde am 6. März 1853 im Teatro La Fenice in Venedig uraufgeführt und fiel zunächst beim Publikum durch, bevor sie überarbeitet zu einer der erfolgreichsten Opern der Musikgeschichte wurde.
Wie zuvor in Rigoletto und Il trovatore stellte Verdi eine von der Gesellschaft geächtete und abgelehnte Person ins Zentrum des Geschehens. Eine Oper über eine Kurtisane, die noch dazu an Tuberkulose stirbt, war für die damalige Zeit eine unerhörte Neuerung.

## Handlung

### Erster Akt
Salon im Haus Violettas
Paris, Mitte des 19. Jahrhunderts, Oktober: Die Kurtisane Violetta Valéry veranstaltet in ihrem Salon eine Feier. Sie wird einem attraktiven jungen Mann vorgestellt, Alfredo Germont, der weit aufmerksamer und aufrichtiger ist als ihr aktueller Begleiter, Baron Douphol. Er stimmt ein temperamentvolles Trinklied auf die Liebe an.
Als Violetta sich nach einem Hustenanfall ausruhen muss, nutzt Alfredo den Moment an ihrer Seite, um ihr seine Liebe zu erklären. Sie entmutigt ihn, weil sie gar nicht wisse, wie man liebe, und außerstande sei, mit starken Gefühlen umzugehen.
Schließlich gibt sie ihm aber als Einladung eine Kamelie, die er ihr, sobald sie verblüht ist – das heißt am nächsten Tag –, zurückbringen soll. Die Gäste verabschieden sich. Allein gibt sie sich beinahe Alfredos Vorstellung gegenseitiger Hingabe hin, versucht dann aber, diese Gedanken mit einem Lobgesang auf den Genuss zu verdrängen.

### Zweiter Akt
Erstes Bild: Landhaus bei Paris, Salon im Erdgeschoss
Drei Monate später, im Januar, leben Violetta und Alfredo in einem Haus außerhalb von Paris. Alfredo findet heraus, dass Violetta heimlich ihre Besitztümer verkauft hat, um den neuen Lebensstil der beiden zu finanzieren. Beschämt verschwindet er nach Paris, wo er versuchen will, Geld zu beschaffen.
Während seiner Abwesenheit erhält Violetta Besuch von Alfredos Vater, Giorgio Germont, der von der Aufrichtigkeit ihrer Hingabe beeindruckt ist. Dennoch verlangt er von ihr, das Liebesverhältnis zu beenden, um das Ansehen seiner Familie zu bewahren. Violetta, im Wissen darum, dass sie an Tuberkulose sterben wird, akzeptiert, dass dieses Ende vielleicht das Beste sei.
Alfredo kehrt heim und findet Violetta aufgewühlt einen Brief schreibend. Er ist erst beruhigt, als sie ihm (noch einmal) ihre Liebe gesteht. Sie geht, ein Bote kommt herein, berichtet Alfredo, dass Violetta mit der Kutsche davongefahren sei, und übergibt ihm einen Brief von ihr. Er glaubt zunächst, es gehe um das Geld. Als er jedoch liest, dass sie sich entschieden hat, zu ihrem alten Leben zurückzukehren, ist er verzweifelt.
Alfredos Vater kommt herein und bittet ihn, nach Hause zu kommen. Er weigert sich. Er findet eine Einladung zu einem Fest bei Flora Bervoix, der Freundin von Violetta. Nun weiß er, wo er Violetta finden kann; seine Verzweiflung schlägt in Ärger um, und er stürzt hinaus.
Zweites Bild: Galerie im Palast Floras
Violetta, am Arm von Baron Douphol, besucht den Ball Floras. Als Zigeunerinnen und Stierkämpfer verkleidete Gäste unterhalten die anderen mit Tanz und Gesang. Alfredo findet sich ebenfalls ein und beginnt beim Kartenspiel zu gewinnen. Dabei lässt er laut Bemerkungen über Violetta fallen, die den Baron erzürnen.
Als die übrigen Gäste den Saal verlassen, um Erfrischungen zu sich zu nehmen, bittet Violetta Alfredo zu gehen. Alfredo erwidert, er werde nur gehen, wenn sie mit ihm komme. Sie weigert sich. Als er sie zur Rede stellt, nennt sie als Beweggrund ein gegebenes Versprechen (sie denkt an Alfredos Vater). Er glaubt, sie liebe Douphol.
Darauf ruft Alfredo die Gäste zurück in den Ballsaal. Er lässt sich von seiner Eifersucht hinreißen und wirft das gewonnene Geld auf Violetta, quasi als Entlohnung für ihre Liebesdienste. Violetta sinkt ohnmächtig zu Boden, die Gäste sind empört. Auch Alfredos Vater ist entsetzt und macht seinem bald reumütigen Sohn heftige Vorwürfe. Violetta trauert darüber, dass sie ihrem Geliebten nicht ihr Herz öffnen kann. Douphol fordert seinen Rivalen zum Duell.

### Dritter Akt
Schlafzimmer Violettas

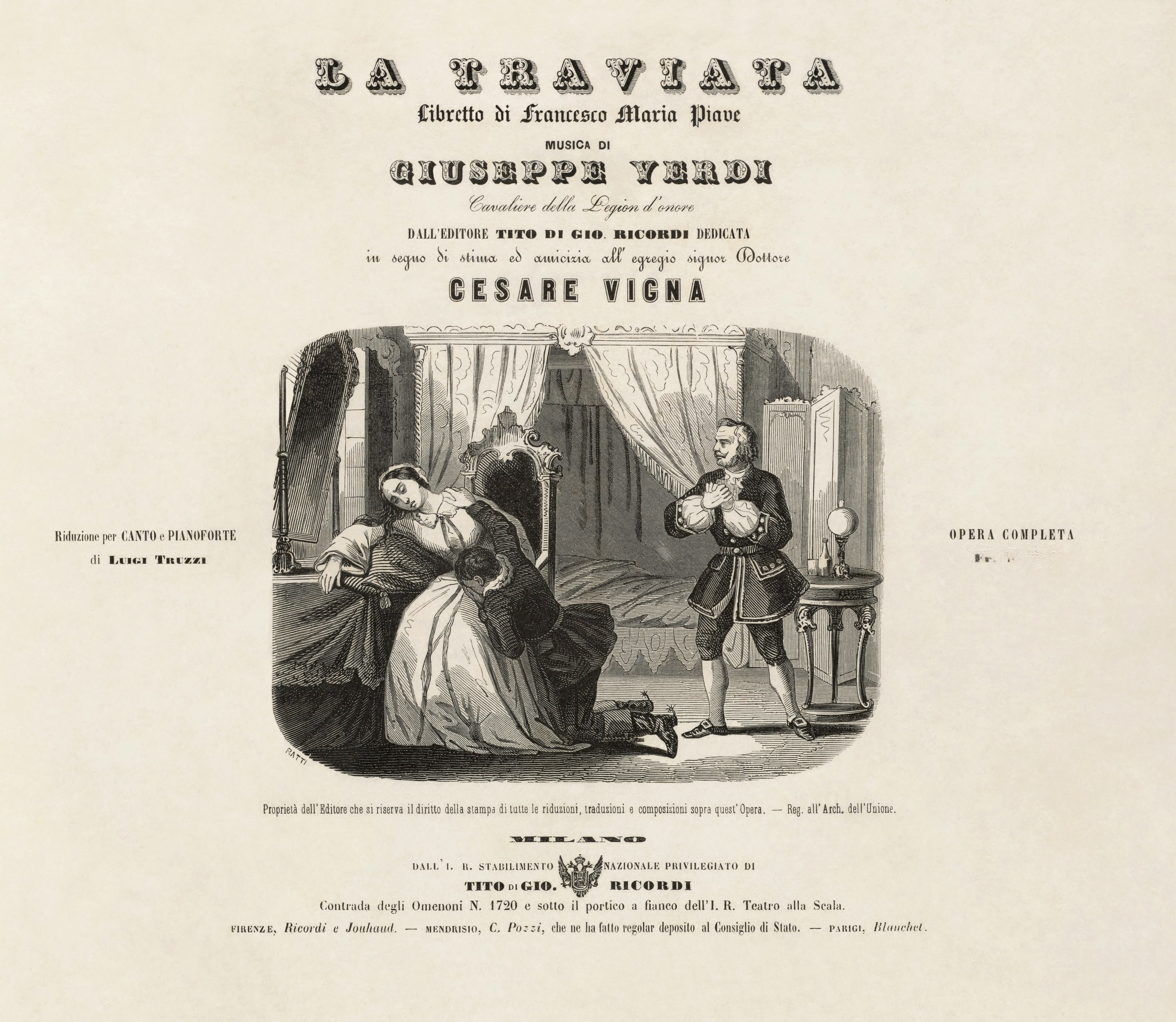
Titelblatt des Klavierauszugs, Ricordi um 1855, Szene aus dem dritten Akt

Februar: Violettas Zustand hat sich stark verschlechtert. Sie ist bettlägerig, und der Arzt deutet der Dienerin und Vertrauten Annina an, dass ihre Herrin nur noch Stunden zu leben habe. Ein Brief des Giorgio Germont berichtet, dass der Baron im Duell verwundet worden sei und sich nun erhole. Alfredo habe eine Weile ins Ausland gehen müssen.
Der Vater, beschämt wegen seiner früheren Prinzipienreiterei und des Kummers, den er anderen verursacht hat, enthüllt Alfredo das Opfer, das Violetta auf sein Drängen hin gebracht hat. Der will nun eilig zu seiner Geliebten zurückkehren. Violetta weiß, dass sie keine Zukunft hat, und nimmt von ihrer Vergangenheit Abschied. Durch das Fenster dringen fröhlicher Lärm und Gesang herein – die Pariser feiern Karneval.
Alfredo erscheint plötzlich und nur kurz zuvor angekündigt. Er sinkt, um Verzeihung bittend, Violetta in die Arme. Für kurze Zeit vergisst sie ihre Krankheit und schließt sich seinen Plänen für eine glückliche Zukunft an. Sie will sich erheben, bricht aber in einem Hustenanfall zusammen und muss erkennen, dass sie nicht mehr die Kraft dazu hat.
Vater Germont kommt und segnet ihre Liebe. Violetta schenkt Alfredo ein Medaillon mit ihrem Bild, das ihn an sie erinnern soll. Er soll ein neues Glück suchen, und seine Braut solle es dann tragen, und sie wolle im Himmel für beide beten. Alfredo bittet sie verzweifelt, zu bleiben. Tatsächlich fühlt Violetta ihre alten Kräfte zurückkommen; sie erhebt sich – und fällt tot nieder.

## Musik

### Orchesterbesetzung
- Holzbläser: zwei Flöten (2. auch Piccolo), zwei Oboen, zwei Klarinetten, zwei Fagotte
- Blechbläser: vier Hörner, zwei Trompeten, drei Posaunen, Cimbasso
- Pauken, Schlagzeug: Becken, Große Trommel, Triangel
- Streicher
- Bühnenmusik: 2 Piccoloflöten, As-Klarinette, Es-Klarinette, zwei B-Klarinetten, zwei Hörner, Flügelhorn, drei Trompeten, zwei Posaunen, Tamburin, Große Trommel, Kastagnetten (Banda), Harfe, zwei Kontrabässe

### Nummern
Erster Akt
- Nr. 1. Preludio
- Nr. 2. Introduktion

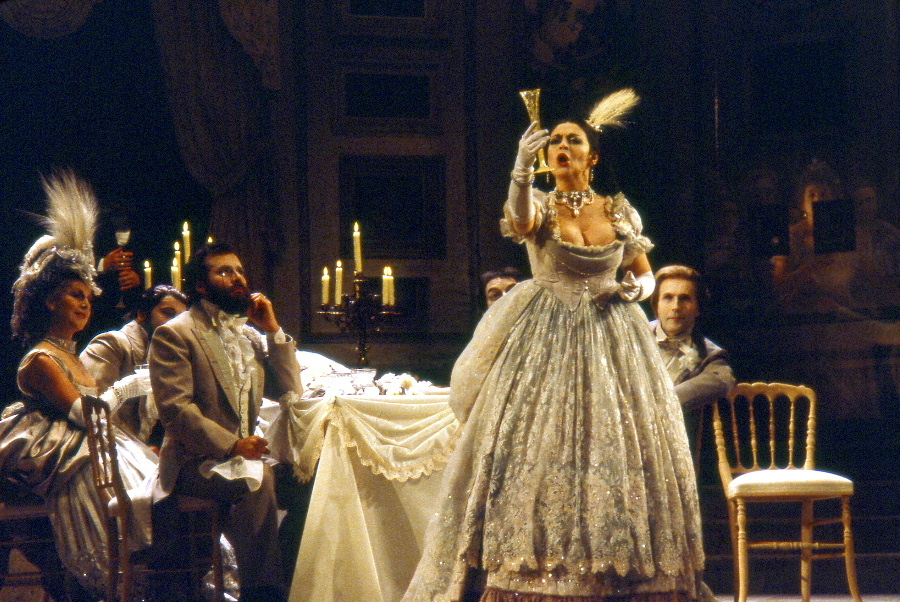
Catherine Malfitano, Strasbourg 1980

  - Introduktion: Dell’invito trascorsa è già l’ora… (Violetta, Alfredo, Flora, Gastone, Barone, Marchese, Dottore, Chor)
  - Brindisi: Libiamo ne’ lieti calici (Alfredo, Violetta, Flora, Gastone, Barone, Marchese, Dottore, Chor)
  - Walzer: Che è ciò? – Non gradireste ora le danze? (Violetta, Flora, Gastone, Barone, Marchese, Dottore, Alfredo, Chor)
  - Duett: Un dì, felice, eterea (Alfredo, Violetta)
  - Stretta: Si ridesta in ciel l’aurora (Chor)
- Nr. 3. Arie der Violetta
  - Szene: È strano!… è strano!… (Violetta)
  - Arie: Ah, fors’è lui che l’anima (Violetta)
  - Tempo di mezzo: Follie!… follie!… (Violetta)
  - Cabaletta: Sempre libera degg’io (Violetta)

Zweiter Akt
- Nr. 4. Szene und Arie Alfredos
  - Szene: Lunge da lei per me non v’ha diletto! (Alfredo) (Allegro vivo in La Minore)
  - Arie: De’ miei bollenti spiriti (Alfredo)
  - Tempo di mezzo: Annina, donde vieni? (Alfredo, Annina)
  - Cabaletta: Oh mio rimorso!… Oh infamia… (Alfredo)
- Nr. 5. Szene und Duett Violetta und Germont
  - Szene: Alfredo? – Per Parigi or or partiva (Violetta, Annina, Giuseppe)
  - Szene: Madamigella Valery? (Violetta, Germont)
  - Duett: Pura siccome un angelo (Germont, Violetta)
  - Übergang: Non sapete quale affetto (Violetta, Germont)
  - Cantabile: Un dì, quando le veneri (Germont, Violetta)
  - Übergang: Così alla misera (Violetta, Germont)
  - Cantabile: Dite alla giovine sì bella e pura (Violetta, Germont)
  - Tempo di mezzo: Or imponete – Non amarlo ditegli (Violetta, Germont)
  - Cabaletta: Morrò!… la mia memoria (Violetta, Germont)
- Nr. 6. Szene, Duettino und Arie Germont
  - Szene: Dammi tu forza, o cielo! (Violetta, Alfredo, Annina)
  - Duettino: Ch’ei qui non mi sorprenda… (Violetta, Alfredo)
  - Szene: Ah, vive sol quel core all’amor mio!… (Alfredo, Giuseppe, Commissario)
  - Arie: Di Provenza il mare, il suol (Germont)
  - Tempo di mezzo: Né rispondi d’un padre all’affetto? (Germont, Alfredo)
  - Cabaletta: No, non udrai rimproveri (Germont, Alfredo)
- Nr. 7. Finale II
  - Szene: Avrem lieta di maschere la notte (Flora, Marchese, Dottore)
  - Chor: Noi siamo zingarelle (Chor di Zingare, Flora, Marchese)
  - Chor: Di Madride noi siam mattadori (Chor di Mattadori, Gastone)
  - Finale II: Alfredo!… Voi!… – Qui desiata giungi… (Violetta, Alfredo, Flora, Gastone, Barone, Marchese, Dottore, Chor)
  - Szene und Duettino: Invitato a qui seguirmi (Violetta, Alfredo)
  - Übergang: Ne appellaste?… che volete? (Violetta, Alfredo, Flora, Gastone, Barone, Marchese, Dottore, Chor)
  - Arietta: Ogni suo aver tal femmina (Alfredo)
  - Chor: Oh, infamia orribile (Gastone, Barone, Marchese, Dottore, Chor)
  - Largo des Finale II: Di sprezzo degno se stesso rende (Germont, Violetta, Alfredo, Flora, Gastone, Barone, Marchese, Dottore, Chor)

Dritter Akt
- Nr. 8. Preludio
- Nr. 9. Szene und Romanze Violettas
  - Szene: Annina?… – Comandate?… (Violetta, Annina, Dottore)
  - Declamato: Teneste la promessa… (Violetta)
  - Szene: Attendo, attendo… né a me giungon mai!… (Violetta)
  - Romanze: Addio, del passato bei sogni ridenti (Violetta)
- Nr. 10. Baccanale
  - Chor: Largo al quadrupede (Chor di Maschere)
- Nr. 11. Duett di Violetta und Alfredo
  - Szene: Signora… – Che t’accadde? (Annina, Violetta)
  - Tempo di attacco: Alfredo! – Colpevol sono… so tutto, o cara… (Violetta, Alfredo)
  - Duett: Parigi, o cara, noi lasceremo (Alfredo, Violetta)
  - Tempo di mezzo: Ah, non più… a un tempio… (Violetta, Alfredo)
  - Cabaletta: Gran Dio!… morir sì giovine – Oh mio sospiro e palpito (Violetta, Alfredo)
- Nr. 12. Letztes Finale
  - Szene: Ah, Violetta! – Voi, signor!… (Germont, Violetta, Alfredo)
  - Concertato: Prendi: quest’è l’immagine – No, non morrai, non dirmelo (Violetta, Alfredo, Germont, Annina, Dottore)
  - Schlussszene: È strano!… – Che! – Cessarono gli spasmi del dolore (Alfredo, Violetta, Germont, Annina, Dottore)

## Entstehungsgeschichte
Das Libretto von Francesco Maria Piave basiert auf dem Roman La dame aux camélias von Alexandre Dumas dem Jüngeren. Der Roman Dumas’ enthält autobiographische Elemente und basiert auf einer Affäre zwischen dem Dichter und der Modistin und Kurtisane Marie Duplessis, zu deren Verehrern auch zahlreiche Adlige gehörten. Ihre kurze Beziehung ereignete sich in den Jahren 1844 bis 1845. Bereits in dieser Zeit machte sich Maries Krankheit bemerkbar, der sie am 3. Februar 1847 erlag. 1852 wurde eine Theaterfassung des Romans aufgeführt, die einen großen Eindruck beim Publikum hinterließ und als einer der Höhepunkte des französischen Theaters dieser Zeit gilt.
Giuseppe Verdi kannte sowohl den Roman als auch das Schauspiel, dessen Uraufführung er während eines Parisaufenthaltes erlebte. Schon im Frühjahr 1852 konzipierte er gemeinsam mit Piave den szenischen Rahmen seiner Oper. Zunächst sahen sie als Titel Amore e Morte ‚Liebe und Tod‘ vor. Die Musik stellte Verdi in nur 45 Tagen fertig. Zum Zeitpunkt der Uraufführung am 6. März 1853 lag der Tod der beschriebenen Person erst sechs Jahre zurück.
Das Interesse Verdis an diesem Stoff hängt auch mit seiner eigenen Biographie zusammen. Er lebte seit 1847 mit der Sängerin Giuseppina Strepponi zusammen, die bereits mehrere uneheliche Kinder hatte und daher selbst als „Gefallene“ galt. Verdis Werk ist keine Moralpredigt, sondern verklärte das Leid der betroffenen Frau. Verdi und Strepponi heirateten erst 1859.

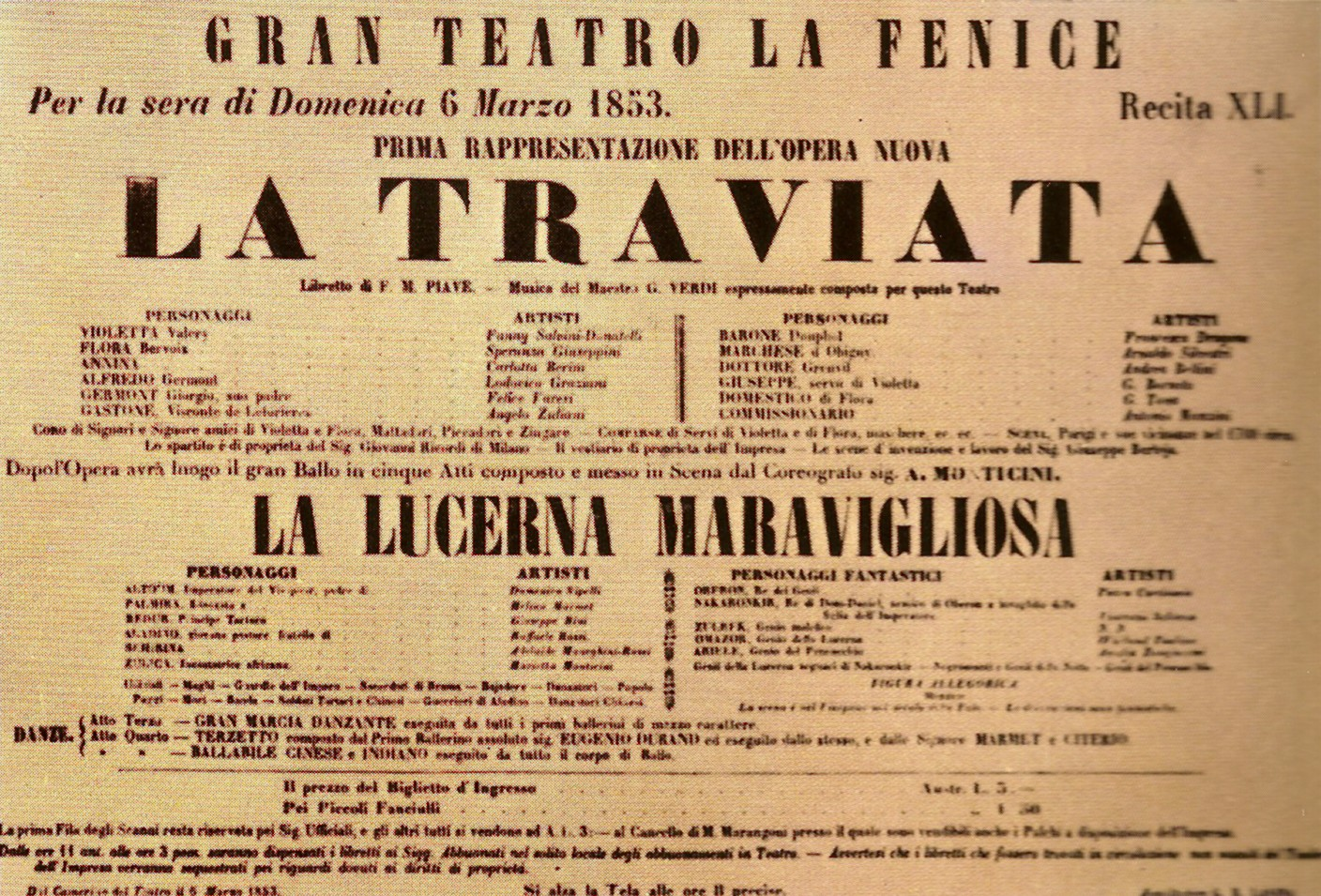
Plakat der Uraufführung

Die Uraufführung im Teatro La Fenice in Venedig wurde ein Fiasko, obwohl Verdi sie selbst inszeniert und die Handlung vorsichtshalber in die Zeit Ludwigs XIV. vorverlegt hatte. Verdi war sich bewusst, dass es ein Wagnis war, eine Kurtisane zur Titelfigur einer Oper zu machen und so der italienischen Gesellschaft ihre eigene Unmoral vorzuhalten. Aber auch die Sänger – insbesondere der Tenor Lodovico Graziani als Alfredo und der Bariton Felice Varesi als Giorgio Germont – waren für den Misserfolg verantwortlich. Lediglich Fanny Salvini-Donatelli war stimmlich ihrer Rolle als Violetta gewachsen, wurde aber wegen ihrer Figur als „so rund wie eine Zervelatwurst“ verhöhnt. Die übrigen Darsteller waren Speranza Giuseppini als Flora, Angelo Zuliani als Gastone, Carlotta Berini als Annina und Andrea Bellini als Dottore Grenvil.
Für die Aufführung im folgenden Jahr am 6. Mai 1854 im Teatro San Benedetto, ebenfalls in Venedig, überarbeitete Verdi die Partitur geringfügig. Die Änderungen betrafen unter anderem das Duett Violetta/Germont im zweiten Akt sowie die Cabaletta Germonts und das Duett Violetta/Alfredo im dritten Akt. Diese Aufführung wurde ein großer Erfolg, wenn auch die Wahl des Librettos weiterhin kritisiert wurde. Aus Gründen der Zensur wurde die Oper in Italien auch unter dem Titel Violetta aufgeführt.
Der Erfolg hielt nach dieser zweiten Aufführung bis heute an. Den Statistiken zufolge ist La traviata Verdis beliebteste Oper. In einigen Ländern ist sie die meistaufgeführte Oper überhaupt. Operadis verzeichnet bis 2009 ganze 253 Aufnahmen – die erste bereits aus dem Jahr 1912 in französischer Sprache unter der Leitung von Emile Archainbaud mit Jane Morlet als Violetta. Damit wird sie nur von Aida übertroffen, für die Operadis 261 Aufnahmen führt.

## Inszenierungen und Adaptionen

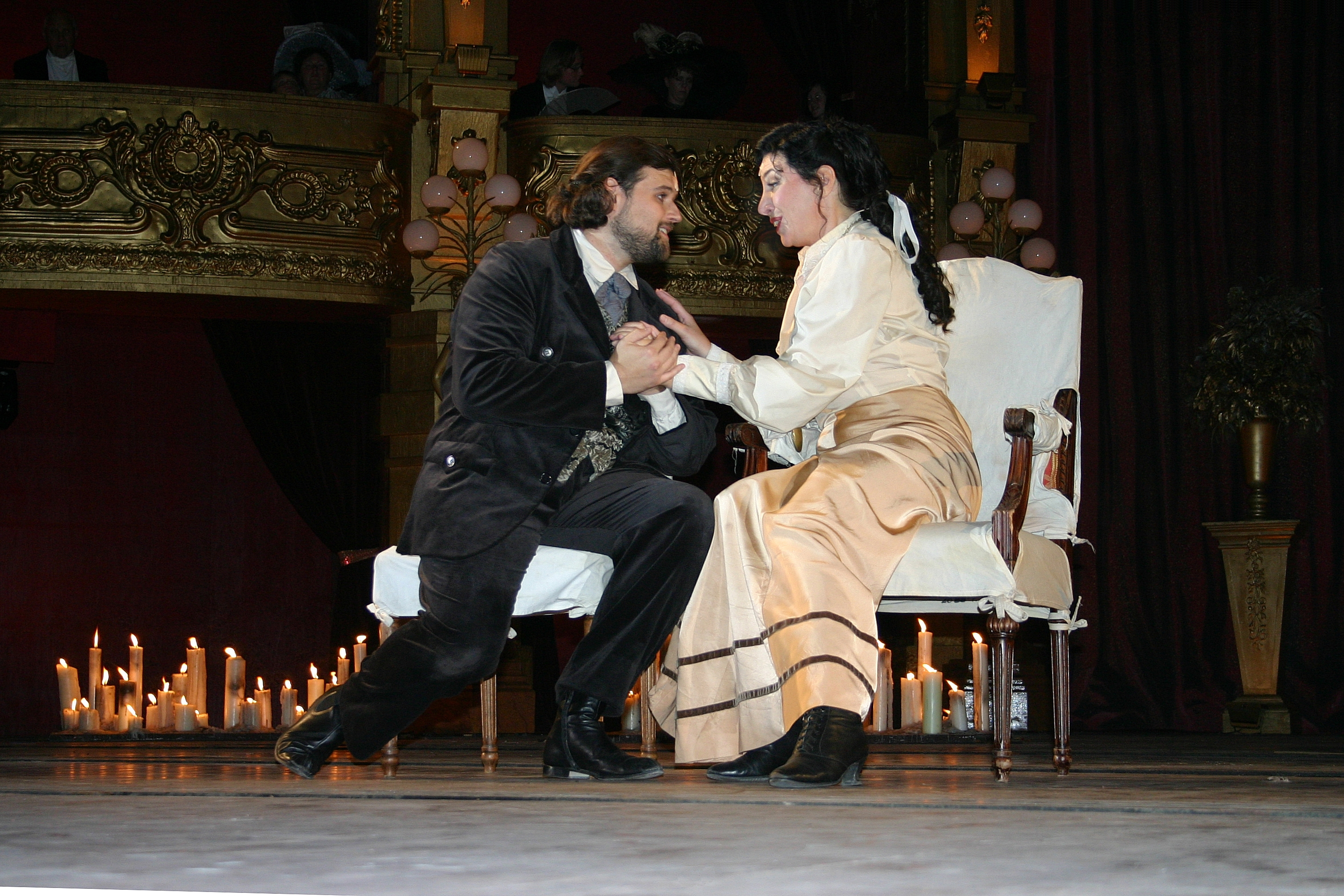
St. Margarethen 2008

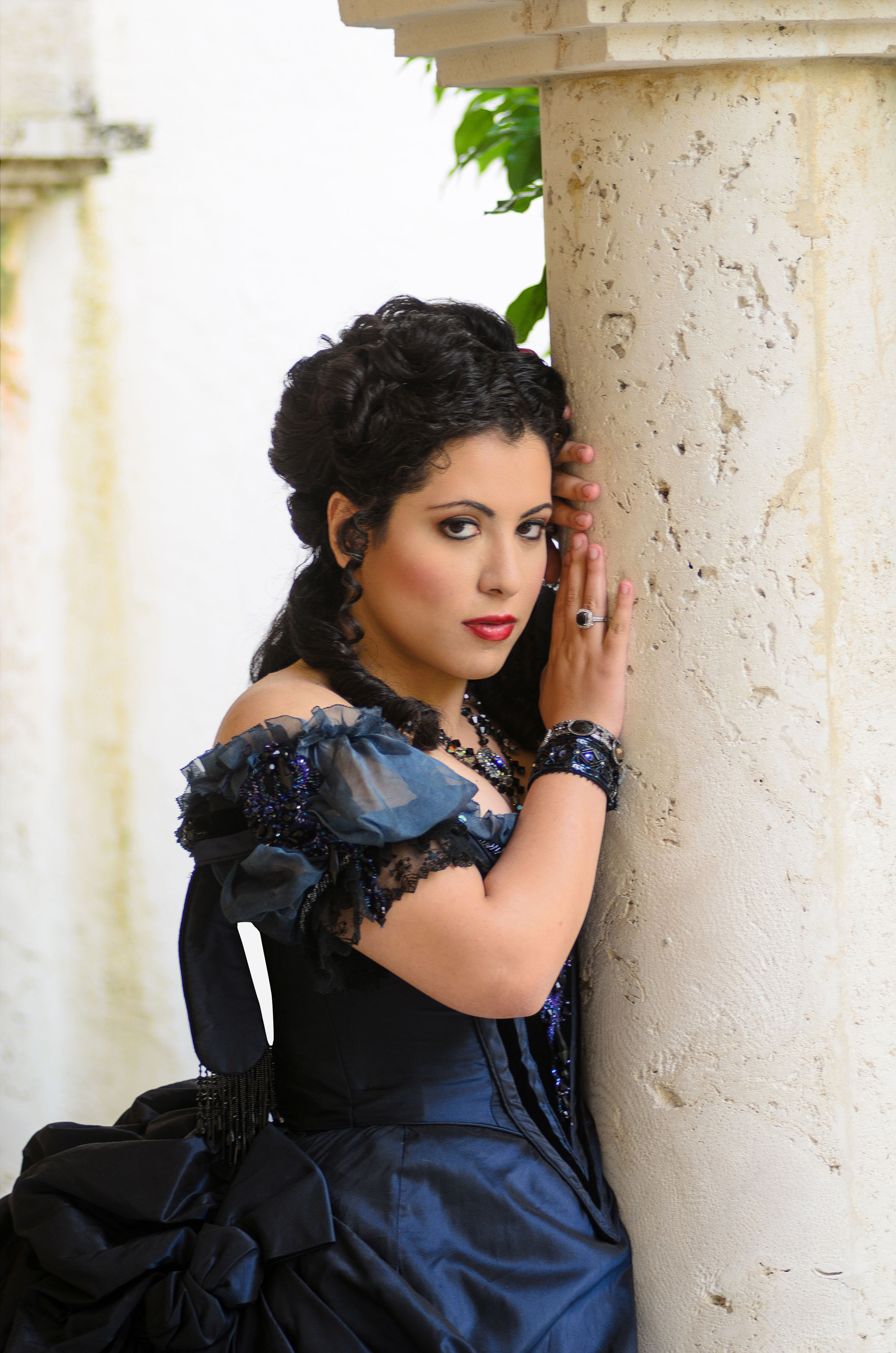
Florida Grand Opera 2012

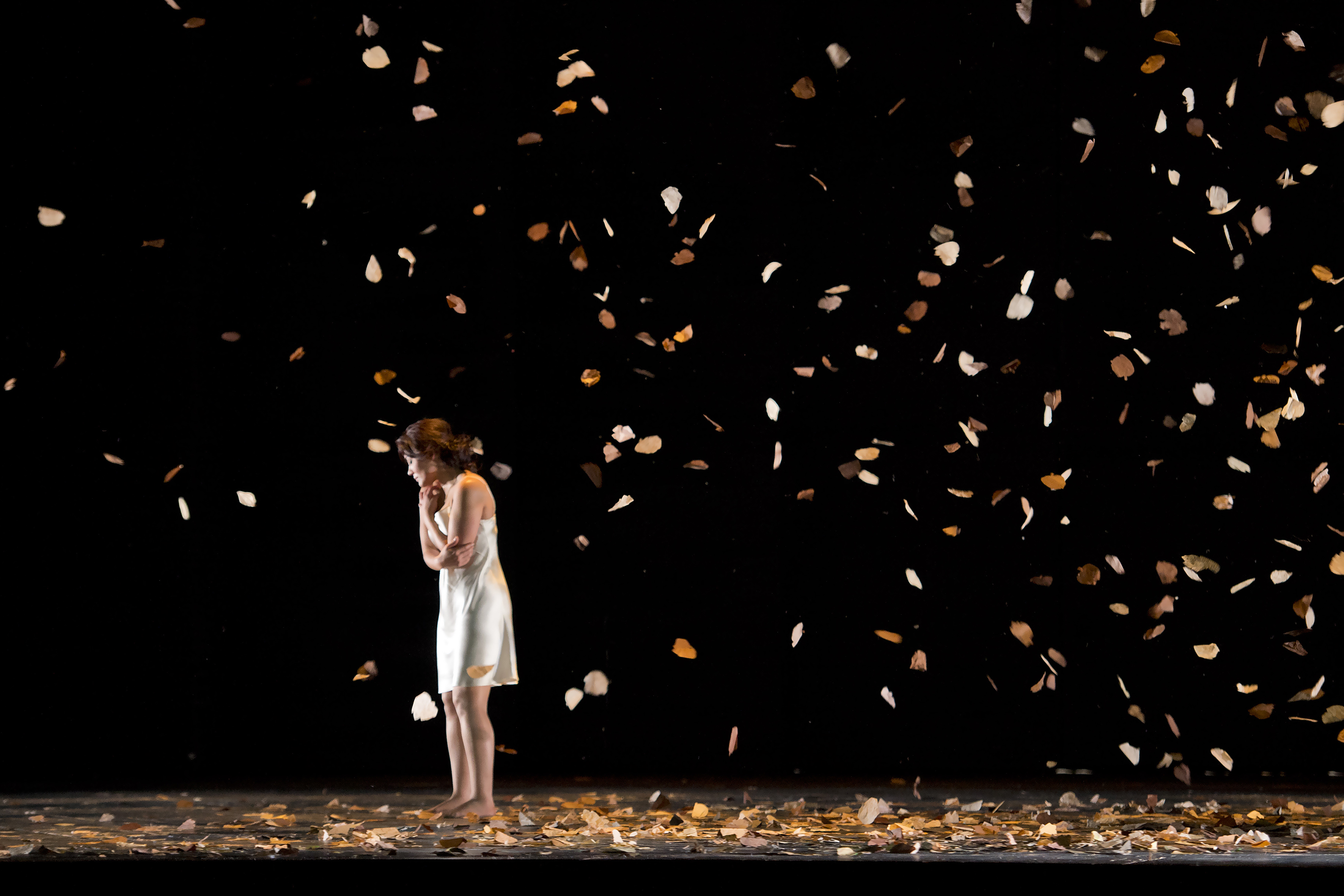
Hamburg 2013

Die fast durchgehend auf der Bühne präsente Hauptfigur Violetta stellt wegen der Ausdrucksvielfalt und des großen Stimmumfangs eine herausfordernde Partie für einen dramatischen Koloratursopran dar. Viele Sängerinnen wie Maria Callas, Renata Tebaldi, Renata Scotto, Ileana Cotrubas, Teresa Stratas, Edita Gruberova, in neuerer Zeit Diana Damrau, Anna Netrebko, Anja Harteros oder Olga Peretyatko u. a., verkörperten die Rolle.
- Die erste Aufführung im deutschsprachigen Raum fand am 4. Mai 1855 im Theater am Kärntnertor in Wien statt, damals allerdings noch auf Italienisch, die erste deutschsprachige dann in Hamburg am 10. November 1857. Die Violetta sang dabei Natalie Eschborn. Sie war es auch, die das Libretto ins Deutsche übersetzte.[8]
- Als meisterhaft gilt die dramatische Interpretation der Titelrolle durch Maria Callas in Inszenierungen der 1950er Jahre.
- Einen von zeitgenössischen wie späteren Beobachtern festgestellten besonderen Rang nahm dabei die Inszenierung durch Luchino Visconti an der Mailänder Scala 1955 ein, die szenisch wie musikalisch maßstabsetzend wirkte (Dirigent: Carlo Maria Giulini; mit Callas, Giuseppe Di Stefano als Alfredo, Ettore Bastianini als Giorgio Germont). So nachdrücklich war der Eindruck dieser später legendären Aufführung, dass 1964 eine Scala-Neuinszenierung durch Franco Zeffirelli mit dem Dirigenten Herbert von Karajan spektakulär scheiterte. Visconti schuf später zwei weitere Traviata-Inszenierungen, die sich komplett voneinander sowie von der Mailänder Aufführung unterschieden: 1963 im Teatro Nuovo für das Festival von Spoleto (mit Franca Fabbri als Violetta und Franco Bonisolli als Alfredo), 1965 an der Bayerischen Staatsoper München (mit Teresa Stratas als Violetta sowie Fritz Wunderlich als Alfredo) und schließlich 1967 für das Royal Opera House Covent Garden in London (mit Mirella Freni als Violetta sowie Renato Cioni als Alfredo).
- Eine von vielen Kritikern gelobte Aufführung gab es in den 1990er Jahren am Royal Opera House unter der Leitung von Sir Georg Solti. Hier überzeugten laut Beobachtern nicht nur die Ausstattung, sondern ebenso Angela Gheorghiu als Violetta.
- 2005 gab es eine vielbeachtete Neuinszenierung bei den Salzburger Festspielen mit Anna Netrebko, Rolando Villazón und Thomas Hampson, die vom ORF live ausgestrahlt sowie später auf DVD veröffentlicht wurde. Überzeugend wurden von Kritikern und Publikum besonders Netrebko und Villazón sowie die Regie von Willy Decker empfunden, wogegen die Leistung des Dirigenten Carlo Rizzi, der hier als Ersatz des verstorbenen Marcello Viotti die Wiener Philharmoniker leitete, auf wenig Begeisterung stieß.
- Eine ungewöhnliche Aufführung wurde am 30. September 2008 im Zürcher Hauptbahnhof vom Schweizer Fernsehen in Zusammenarbeit mit dem Opernhaus Zürich, Arte und den SBB inszeniert und live ausgestrahlt. Die Aufführung mit Eva Mei, Vittorio Grigolo und Angelo Veccia fand mitten in den Pendlerströmen des größten Bahnhofs der Schweiz statt. Die Inszenierung stammte von Adrian Marthaler, die musikalische Leitung hatte Paolo Carignani.[9]
- Der amerikanische Dramatiker Terrence McNally setzt sich mit Maria Callas und der Traviata-Rezeption in seinen Theaterstücken Meisterklasse (Master Class) und Die Lissabonner Traviata (The Lisbon Traviata) auseinander.
- 2016 wurde die Oper im Rahmen des Hannover Klassik Open Air hinter dem Neuen Rathaus in Hannover auf einer Bühne am Maschteich aufgeführt. Während der öffentlichen Generalprobe waren rund 15.000 Gäste bei der Open-Air-Veranstaltung anwesend,[10][11] bei der Aufführung waren es 22.000.[12]
- 2019 versetzte Simon Stone (Regie) in Paris und Wien Verdis und Piaves Oper mit Pretty Yende und Juan Diego Flórez in einen heutigen Rahmen (Violetta als moderne Influencerin).[13] Es handelte sich um eine französisch-österreichische Koproduktion.

## Verfilmungen
- La traviata (1948), Regie: Carmine Gallone
- La traviata (1967), Regie: Mario Lanfranchi
- La Traviata (1982), Regie: Franco Zeffirelli, mit Teresa Stratas und Plácido Domingo
- Die Kameliendame wurde 1911 mit Sarah Bernhardt verfilmt; 1936 nochmals mit Greta Garbo und 1981 mit Isabelle Huppert in der Hauptrolle.
- Traviata – Vous méritez un avenir meilleur (Traviata – Ihr verdient eine bessere Zukunft) (2018), Corentin Leconte – Regie im Musiktheaterfilm der Inszenierung von Benjamin Lazar im Théâtre des Bouffes du Nord mit Judith Chemla